# Gare de Marignac - Saint-Béat
La gare de Marignac - Saint-Béat est une gare ferroviaire française de la ligne de Montréjeau - Gourdan-Polignan à Luchon, située sur le territoire de la commune de Marignac, à proximité de Saint-Béat, dans le département de la Haute-Garonne, en région Occitanie.
Elle est mise en service en 1873 par la Compagnie des chemins de fer du Midi et du Canal latéral à la Garonne. C'est une halte ferroviaire de la Société nationale des chemins de fer français (SNCF) desservie par des trains régionaux TER Occitanie, les circulations sont suspendues depuis le 18 novembre 2014.

## Situation ferroviaire
Établie à 491 m d'altitude, la gare de Marignac - Saint-Béat, qui dépend de la région ferroviaire de Toulouse, est située au point kilométrique (PK) 124,103 de la ligne de Montréjeau - Gourdan-Polignan à Luchon, entre les gares ouvertes de Saléchan - Siradan et de Luchon.
Elle est équipée de deux quais : le quai 1 dispose d'une longueur utile de 150 m pour la voie 1 et le quai 2 d'une longueur utile de 110 m pour la voie 2.

## Histoire
La station de Marignac est mise en service avec l'embranchement de Montréjeau à Bagnères-de-Luchon, sur la ligne de Toulouse à Bayonne, le 17 juin 1873 par la Compagnie des chemins de fer du Midi et du Canal latéral à la Garonne. En avril 1879 le Conseil général constate « l'état déplorable du chemin donnant accès à la gare de Marignac », la discussion entre les conseillers fait ressortir que sa remise en état n'est pas à la charge de la compagnie mais du département.
Le ministre des travaux publics répond négativement à une demande de changement de dénomination de la gare le 19 juin 1891, il s'agissait de débaptiser la station de Marignac Saint-Béat pour lui donner le nom de station de Marignac-Cierp-Saint-Béat. Le ministre argumente sur le faible trafic fourni par la commune de Cierp et le risque d'erreur avec la halte de Cier-de-Luchon.
Le 20 février 1901, il est décidé un agrandissement du bâtiment voyageurs, en 1902 les travaux sont terminés, la dépense est de 8 480 francs.
Les circulations sont suspendues depuis le 18 novembre 2014, du fait du mauvais état de l'infrastructure.
La réouverture de la ligne Luchon-Montréjau est prévue pour 2025 avec des trains diesel puis à l' hydrogène.
La réouverte est effective depuis le 22 juin 2025. 

## Service des voyageurs

### Accueil
Halte SNCF, c'est un point d'arrêt non géré (PANG) à entrée libre.

### Desserte
Jusqu'au 18 novembre 2014, Marignac - Saint-Béat est desservie par un train (week-end et vacances) grande ligne Intercités qui circule entre les gares de Paris-Austerlitz et de Luchon. C'est aussi une gare régionale desservie par des trains TER Midi-Pyrénées qui effectuent des missions entre les gares de Toulouse-Matabiau et de Luchon.
À la suite de la fermeture de la ligne de Montréjeau - Gourdan-Polignan à Luchon, la gare a été fermée le 18 novembre 2014.

### Intermodalité
Un parking pour les véhicules est aménagé.

## Galerie de photographies

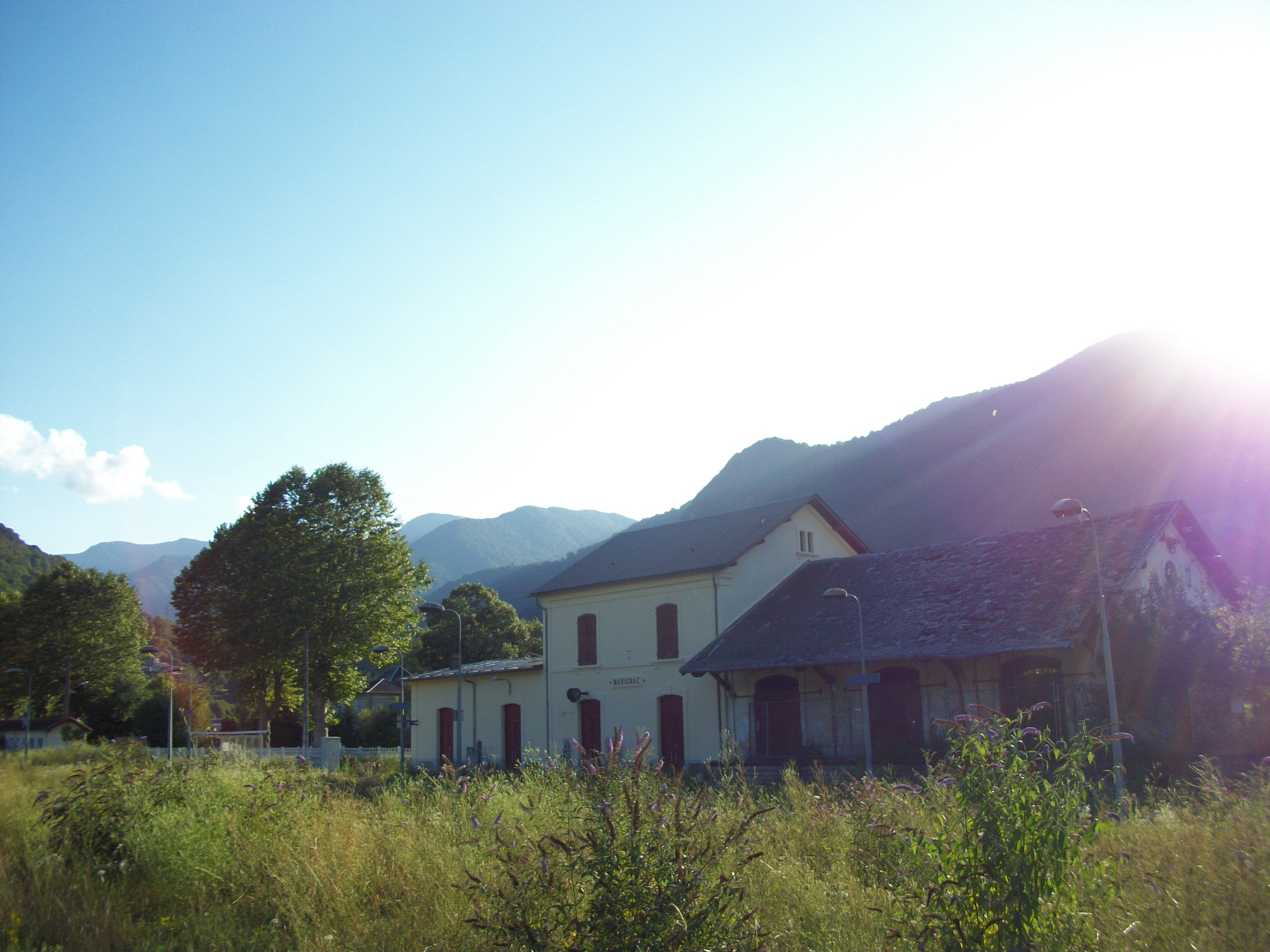
Vue sur le bâtiment voyageurs depuis l'autre côté des voies en 2020.
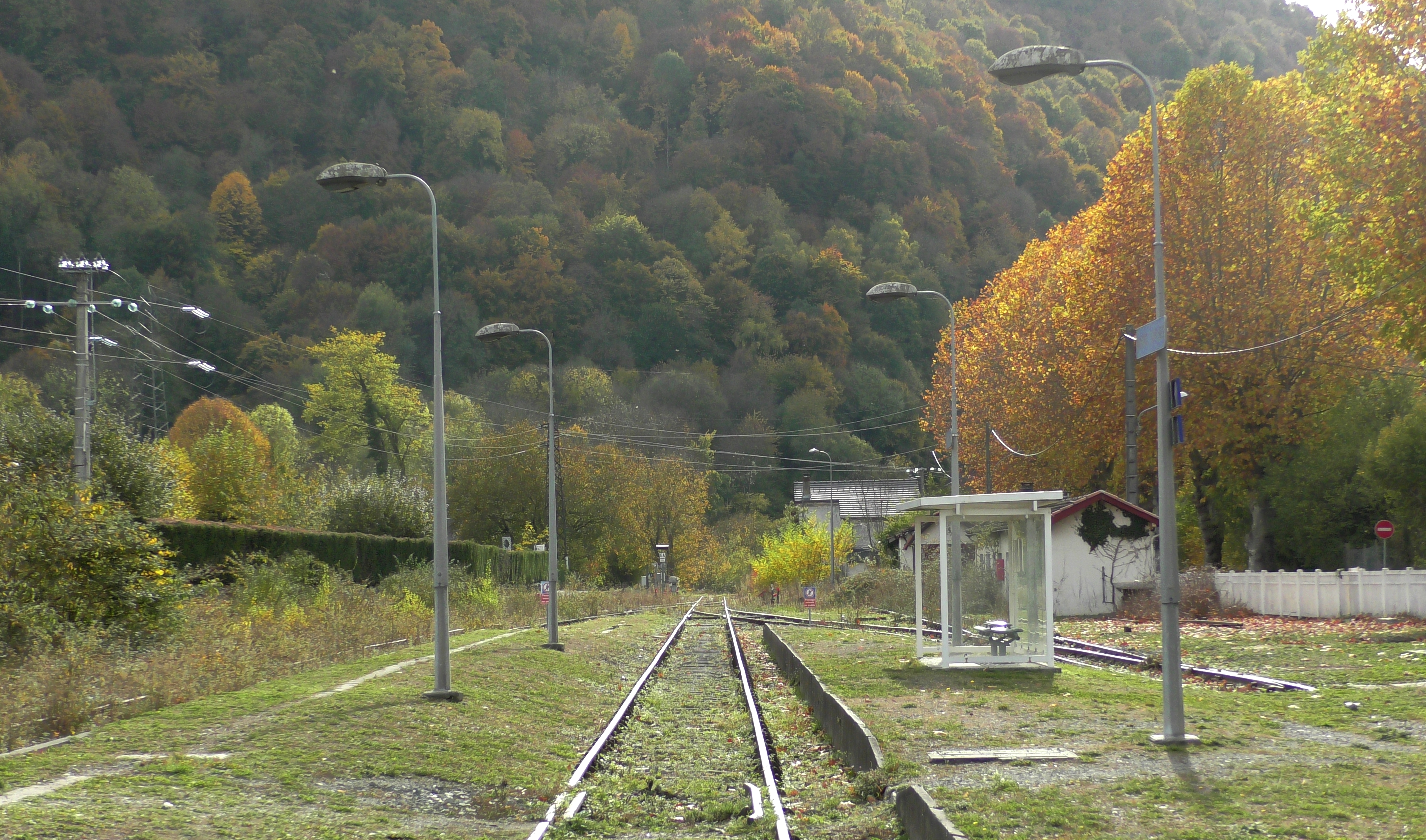
Voies vers la gare de Luchon en 2021 avant sa remise en état.
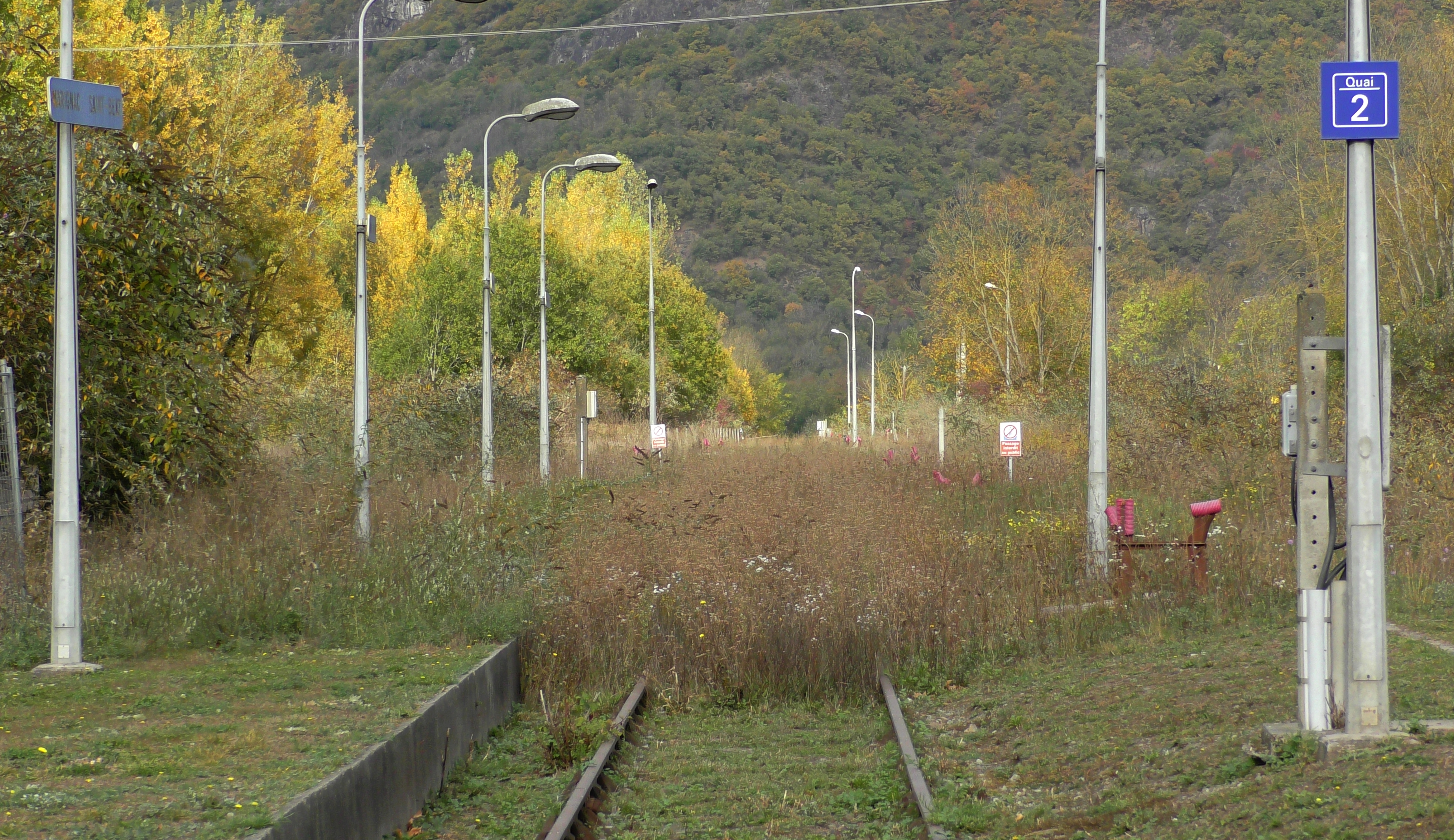
Voies vers la gare de Montréjeau - Gourdan-Polignan en 2021 avant sa remise en état.